# Egyházasfalu
Egyházasfalu é um município da Hungria, situado no condado de Győr-Moson-Sopron. Tem 21,64 km² de área e sua população em 2015 foi estimada em 887 habitantes.